# Kolonia Klementowice
Kolonia Klementowice – nieoficjalna kolonia wsi Klementowice, w gminie Kurów, powiecie puławskim, województwie lubelskim.
W latach 1975–1998 miejscowość administracyjnie należała do ówczesnego województwa lubelskiego.